# Gwanda
Gwanda est une ville du Zimbabwe et la capitale de la province du Matabeleland méridional. Elle est située à 122 km (par la route) au sud-est de Bulawayo. Sa population s'élevait à 14 450 habitants en 2004.

## Personnalités liées
- Thomas Tlou (1932-2010), historien botswanais y est né.

## Source
- (en) Cet article est partiellement ou en totalité issu de l’article de Wikipédia en anglais intitulé « Gwanda » (voir la liste des auteurs).